# Timothy va a la escuela
Timothy va a la escuela (en inglés, Timothy Goes to School) es una serie animada producida por Nelvana Limited en el año 2000, que consta de 2 temporadas con 26 episodios en total. La serie está basada en los libros infantiles creados por Rosemary Wells.
La serie narra las aventuras de Timothy, un joven mapache de 5 años que va al jardín de niños junto con sus amigos animales.
Se emitió en Canadá en TVOntario y Estados Unidos en PBS y en español por V-me también en Estados Unidos.

## Personajes
- Timothy - Un mapache y personaje principal de la serie (aunque no en todos los episodios está involucrado). Generalmente es un niño que no posee tantos defectos, comparado con los demás, aunque es un poco impulsivo, como cuando en el episodio "Trueno Rojo" trata de imitar a los hermanos de Doris.

- Yoko - Una gata tabby de Japón a quien le gustan muchas cosas japonesas, como el sushi y el origami, y es la mejor amiga de Timothy. Ella trata de ver lo mejor en la gente. Su mamá le llama "Pequeña flor de cerezo".

- Nora - Una ratona de pelaje marrón que es muy alborotadora en la clase, que por esa característica suya recibió el seudónimo "La ruidosa Nora". Ella tiene una hermana mayor de 8 años llamada Kate, que no aparece en la serie(solo en una pintura que Nora dibuja de ella en el episodio "Mi Familia"), y un hermano menor bebé llamado Jack. Tiene una iguana llamada Norman, que vive en la escuela.

- Charles - Un ratón de pelaje gris que es muy tímido y muchas veces juega solo, aunque muchas veces está con Timothy o con Lilly, tiene mucha creatividad e imaginación.

- Lilly - Una zorra que es muy olvidadiza y para remediarlo se ata un cordón al dedo. Tiene un pez como mascota llamado Tesoro.

- Frank y Frank - Son unos gemelos bulldog francés que aman los deportes, a veces se pelean, cuentan bromas, y muchas veces hablan al mismo tiempo. Generalmente hacen todo juntos y es difícil para ellos separarse y hacer cosas distintas cada uno.

- Doris - Una castora muy bulliciosa que es talentosa en el fútbol. Sin embargo, tiene una cierta fobia a las arañas y a las lombrices. Ella tiene tres hermanos mayores: Horacio, Morris y Boris.

- Fritz - Un zorrillo al que le interesa la ciencia y los insectos, y mejor amigo de Timothy. Él se cambia de escuela en un episodio, pero en el siguiente regresa. Es más inteligente que la profesora, aunque a veces hace mucho desorden.

- Claude - Un mapache que al principio es muy arrogante por ser el mejor en todo, en especial en no ser muy amigable con Timothy en los primeros episodios, por ser él también un mapache. Sin embargo, Claude empieza a aprender a ser más humilde y hacerse amigos con Timothy.

- Grace - Una gata de clase alta que pertenece a una familia rica y le gusta las cosas a su manera. Tiene un gran interés en el ballet.

- Juanita - Una gata bicolor mexicana que sólo aparece en los episodios "No te vayas, mamá" y "Haciendo nuevos amigos". Cuando llega a la escuela, se pone ansiosa y nerviosa, pero luego se acostumbra. Como Yoko, ella trata de ver lo mejor en la gente.

- Señora Jenkins - Una zorra que es la profesora de la clase y se sabe en el episodio "Justo a tiempo" que su nombre antes de casarse con el Señor Jenkins era Señorita Abercrombie. Le gusta tocar el piano y mirar aves.

También aparecen muchos adultos que sólo aparecen en algunos episodios, como los padres de Timothy, la madre de Yoko, el padre de los Frank, los hermanos de Doris, y los padres de los otros niños. Henry (un castor) es el conserje y conductor del autobús y siempre está alegre. La Señorita Appleberry (una mofeta) es otra profesora que acompaña a los niños en actividades y paseos escolares y en un episodio actúa como profesora suplente.

## Lista de episodios
Éstos son los títulos oficiales doblados al español, con su respectiva sinopsis:
- 1-Timothy va a la escuela/Yoko: Timothy va por primera vez a la escuela Hilltop y conoce nuevos amigos/La Sra. Jenkins hace un festival de comida para animar a Yoko, quien se siente extraña por comer sushi.
- 2-El hada del desorden/La gran carrera de obstáculos: Fritz es el más inteligente de la clase, pero también el más desordenado/Los chicos participan en una carrera donde se quieren divertir, excepto Claude y Grace, quienes solo quieren ganar.
- 3-Un cambio pequeño/El tímido Charles: A Nora no le agradan los cambios que ocurren en su entorno/Charles es muy tímido para hacer amigos.
- 4-No lo pierdas, Lilly/Frank sin Frank: A Lilly se le olvidan fácilmente las cosas, pero con ayuda de Charles logra recordar/Frank 2 se enferma, dejando a Frank 1 solo.
- 5-Pinta por números/Durmiendo fuera de casa: Los chicos van a un museo y descubren el arte abstracto/Los Frank pasan una noche en casa de Timothy.
- 6-El árbol musical/Proyecto en equipo: Yoko sufre de pánico escénico para tocar el violín enfrente de todos/Timothy escoge a Claude como su compañero de equipo, pero descubre que no es divertido.
- 7-Flor de cerezo/La función de talentos: Yoko planta un árbol de flor de cerezo, pero tarda en crecer/Los chicos muestran sus talentos especiales en la clase.
- 8-Monstruos pavorosos/Lily la salvavidas: A Nora le dan miedo los dinosaurios/Lilly rescata al pez dorado de la escuela antes de que se congele en un día nevado.
- 9-Trueno rojo/Armando un rompecabezas: Timothy trata de imitar un truco en bicicleta, pero no le sale bien/Los chicos deben armar un gran rompecabezas antes del almuerzo.
- 10-La gran nevada/Amigos para siempre: Lilly se divierte en un día nevado/Timothy extraña a Yoko ya que está ocupada ensayando para un recital.
- 11-Aventurarse/La peculiaridad de Timothy: Timothy le enseña a Claude a nadar/Timothy lleva sus canicas a la escuela para mostrar que es bueno en ellas.
- 12-El fuerte en el árbol y el castillo de arena/Alíviese pronto: Los chicos y las chicas se dividen en lugares diferentes/La Sra. Jenkins se rompe el brazo y los chicos le hacen una tarjeta de "Mejórese pronto".
- 13-La conferencia/Fritz se muda: Timothy trata de convencer a Charles para que exponga en la conferencia escolar/Fritz se va a otra ciudad, y todos los chicos lo despiden.
- 14-Un regreso muy feliz/Estás invitado: Fritz regresa a la escuela Hilltop y todos recuerdan los mejores momentos de la clase/Doris cree que Lilly no la ha invitado a su fiesta de cumpleaños.
- 15-El grandioso/Amistad rocosa: De pura casualidad, Timothy empieza a ser conocido como "El Grandioso"/Charles y Fritz discuten por una roca y Timothy debe intervenir.
- 16-Té para dos/Abracadabra: Yoko hace una fiesta de té japonesa en la escuela/Fritz aprende a hacer trucos de magia.
- 17-El taketombo/Divirtiéndose de maravilla: Los Frank rompen el taketombo (juguete japonés) de Yoko, y deben repararlo/Lilly y Grace son compañeras en una excursión.
- 18-El fotógrafo aficionado/La piedra de la amistad: Timothy se interesa en la fotografía/Lilly pierde una piedra que era el significado de su amistad con Nora.
- 19-Los Nuevos Frank y Frank/Cuando crezca: Los Frank aprenden a convivir con los otros chicos/Yoko está indecisa sobre lo que quiere ser cuando crezca.
- 20-La función escolar/Equivocados: La clase hace una función escolar sobre los dientes/Los Frank les hacen bromas pesadas a los otros chicos.
- 21-Léeme un cuento/El regalo: Nora no quiere aprender a leer por miedo a que su madre le deje de leer cuentos/Es el cumpleaños de Yoko y Nora no cree tener un buen regalo.
- 22-Midiéndose/Perdidos y encontrados: Charles está cansado de ser el más pequeño de la clase/Las figuras japonesas de Yoko se pierden.
- 23-El profesor Fritz/Dos amigas de tutú: El cohete que construyó Fritz falla y Fritz se siente decepcionado/Doris se le une a Grace en sus clases de ballet.
- 24-Mi familia/Justo a tiempo: Nora habla sobre su familia, pero no entiende a su hermanito Jack/Lilly se arrepiente de poner su muñeca favorita en una cápsula del tiempo.
- 25-Charles el atleta/Se mi San Valentín: Los chicos intentan entrenar a Charles para que no sea el último/Las tarjetas de San Valentín de Timothy, Yoko, Charles y Lilly se mezclan.
- 26-No te vayas, mamá/Haciendo nuevos amigos: Juanita, una nueva estudiante, no quiere que su madre se vaya/Con la ayuda de Timothy, Juanita logra hacer nuevos amigos.